# Sepharad
Sepharad (alfabet hebreu, ספרד) és el nom que en llengua hebrea moderna es dona a Espanya i que en la tradició jueva, almenys des d'època medieval, s'aplica a la península Ibèrica. De Sepharad prenen el seu nom els sefardites, descendents dels jueus originaris d'Espanya i Portugal.

## Sepharad als textos bíblics
El topònim és esmentat una sola vegada a la Biblia, concretament en el Llibre d'Abdies: 
| «             | La multitud dels deportats d'Israel ocuparà Canaan fins Sepharad, i els deportats de Jerusalem que són a Sepharad ocuparan les ciutats del Negueb. | » |
| — Abdies 1:20 | |   |

El passatge, de difícil datació com tot el Llibre d'Abdies, fa referència en tot cas al període conegut com a Captiveri Babiloni, i a la dispersió del poble jueu que va seguir la destrucció de Jerusalem el 586 aC. Implica que alguns habitants de Jerusalem van ser deportats al lloc esmentat. La interpretació tradicional va ser durant molt de temps que "Sepharad" era una referència a la península Ibèrica. Ara com ara, aquesta idea és considerada falsa. Els autors actuals, tanmateix, identifiquen Sepharad amb Sardes, a l'Àsia Menor.

## Identificació de Sepharad amb la Península Ibèrica
Els exegetes jueus de la Biblia van identificar Sepharad amb Hispània des del Targum de Jonatán, traducció a l'arameu dels llibres profètics realitzada per Jonatán Ben Uziel, de cronologia discutida, però probablement d'època romana. A partir d'aquest moment serà habitual a la literatura hebrea postbíblica referir-se a la península amb el nom de Sepharad. Apareix a les obres d'autors sefardites com ara Isaac Abravanel i Salomón ben Verga.
Al segle xvi, l'hebraista Benito Arias Montano, a la seva Comentaria in Duodecim Prophetas (Anvers, 1571), recull també aquesta idea.